# Antalya

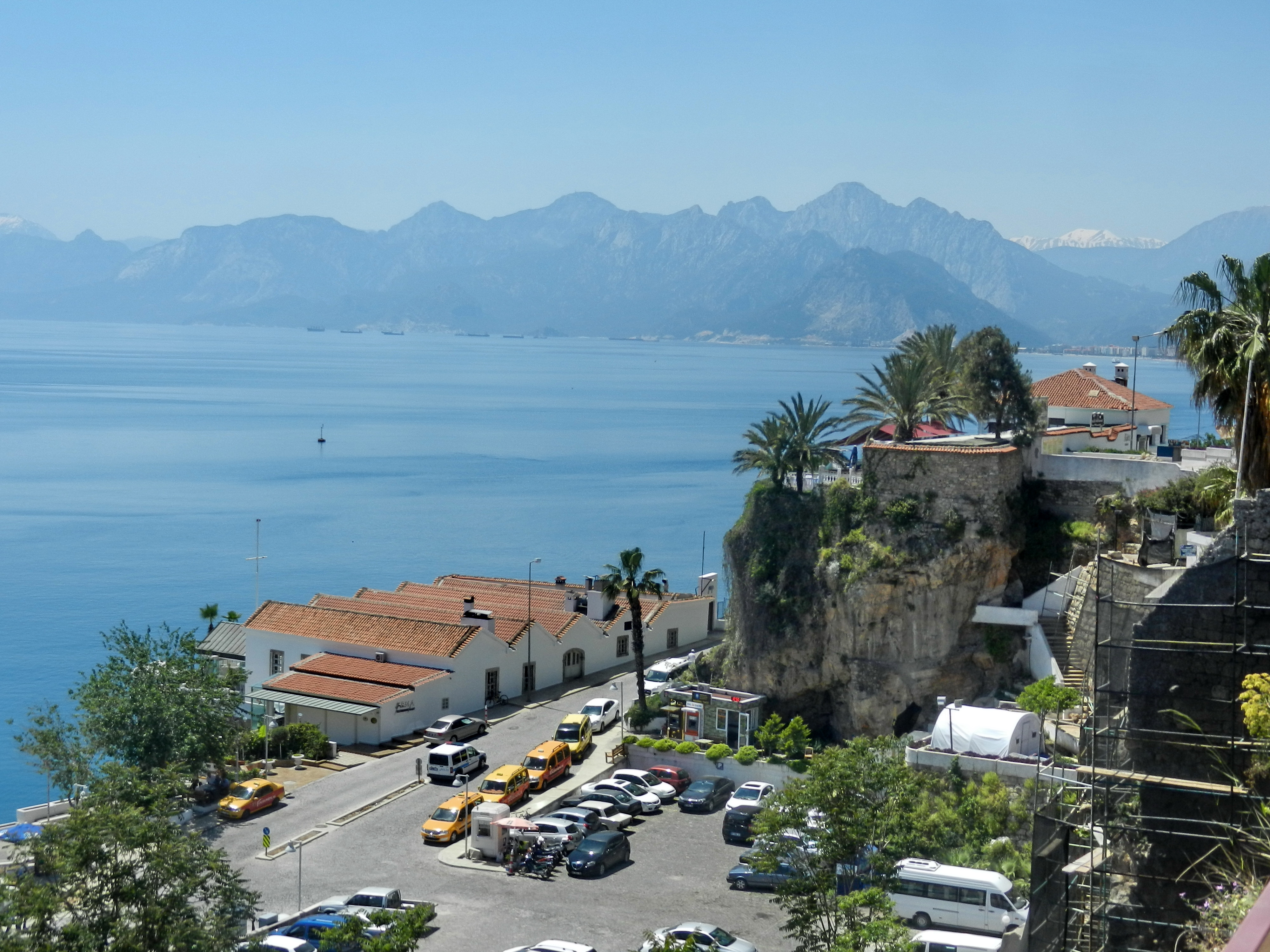
Antalya jest otoczona wysokimi górami Taurus

Antalya (gr. Αττάλεια – Attália, łac. Attalea) – miasto w południowo-zachodniej Turcji, nad zatoką Antalya na Morzu Śródziemnym, w starożytnej krainie Pamfilia, u południowych podnóży gór Taurus, ośrodek administracyjny prowincji Antalya. Kurort wypoczynkowy Riwiery Tureckiej.
W 2018 Antalya liczyła 1 194 204 mieszkańców (ósme pod względem liczby ludności miasto w Turcji). W tym samym roku miasto odwiedziło 11,27 mln turystów z całego świata – Antalya była dziesiątym najczęściej odwiedzanym miastem na świecie.

## Historia
Tereny południowego wybrzeża Anatolii zamieszkane były od czasów prehistorycznych. Istnieją też bezpośrednie przekazy dotyczące migracji populacji w tym regionie w starożytności. Samo miasto (pod nazwą Attalia) zostało założone w tym miejscu w 150 r. p.n.e. przez króla Pergamonu Attalosa II. Po śmierci Attalosa III, ostatniego pergamońskiego władcy, w 133 r. p.n.e. miasto przypadło w udziale Rzymianom.
Chrześcijaństwo rozpowszechniło się w rejonie Attalii po II wieku. Jak odnotowano w Dziejach Apostolskich Attalię odwiedził Paweł z Tarsu (Dz. Ap. 14,25–26). Po przekazywaniu nauki Chrystusa w Pizydii i Pamfilii Święty Paweł i Święty Barnaba odpłynęli z Attalii do Antiochii.
Po upadku Cesarstwa rzymskiego na zachodzie, Antalya pozostała w granicach jego wschodniej części, zwanej potem Cesarstwem Bizantyjskim. Na ten okres przypada era znacznego rozkwitu miasta. Było ono między innymi siedzibą biskupstwa.
W VII w. n.e. Attalia wielokrotnie ucierpiała od najazdów arabskich. Pomimo tego w mieście wciąż rozwijał się handel, gdyż założono tu komorę celną dla wszystkich statków płynących ze wschodu na zachód. Musiały one uzyskać w Attalii zezwolenie na dalszą podróż. W tym okresie miasto pełniło również ważną rolę militarną, strzegąc południowej Anatolii przed najazdami muzułmanów. Znajdował się tu również bizantyjski ośrodek wywiadowczy na kraje arabskie.
Pod koniec XI wieku miasto zostało zajęte przez Turków seldżuckich. Bizantyjczycy zdołali je jednak wkrótce odzyskać dzięki sukcesom I wyprawy krzyżowej. Po zajęciu Konstantynopola przez krzyżowców miasto przejściowo zajęli Włosi. W 1207 przeszło ono pod władzę sułtanatu Ikonion. Od tamtej pory Antalya przechodziła pod panowanie wielu narodów, m.in. Wenecjan i Genueńczyków, aż w 1423 roku sułtan Murad II ostatecznie włączył ją do Turcji Osmańskiej.

## Zabytki
Najbardziej charakterystyczną budowlą miasta jest pojedynczy minaret Yivli, pozostałość dawnego meczetu. Do innych atrakcji miasta zaliczają się też rzymska brama Hadriana z II wieku oraz historyczna część miasta Kaleici ze słynnym minaretem Kesik.

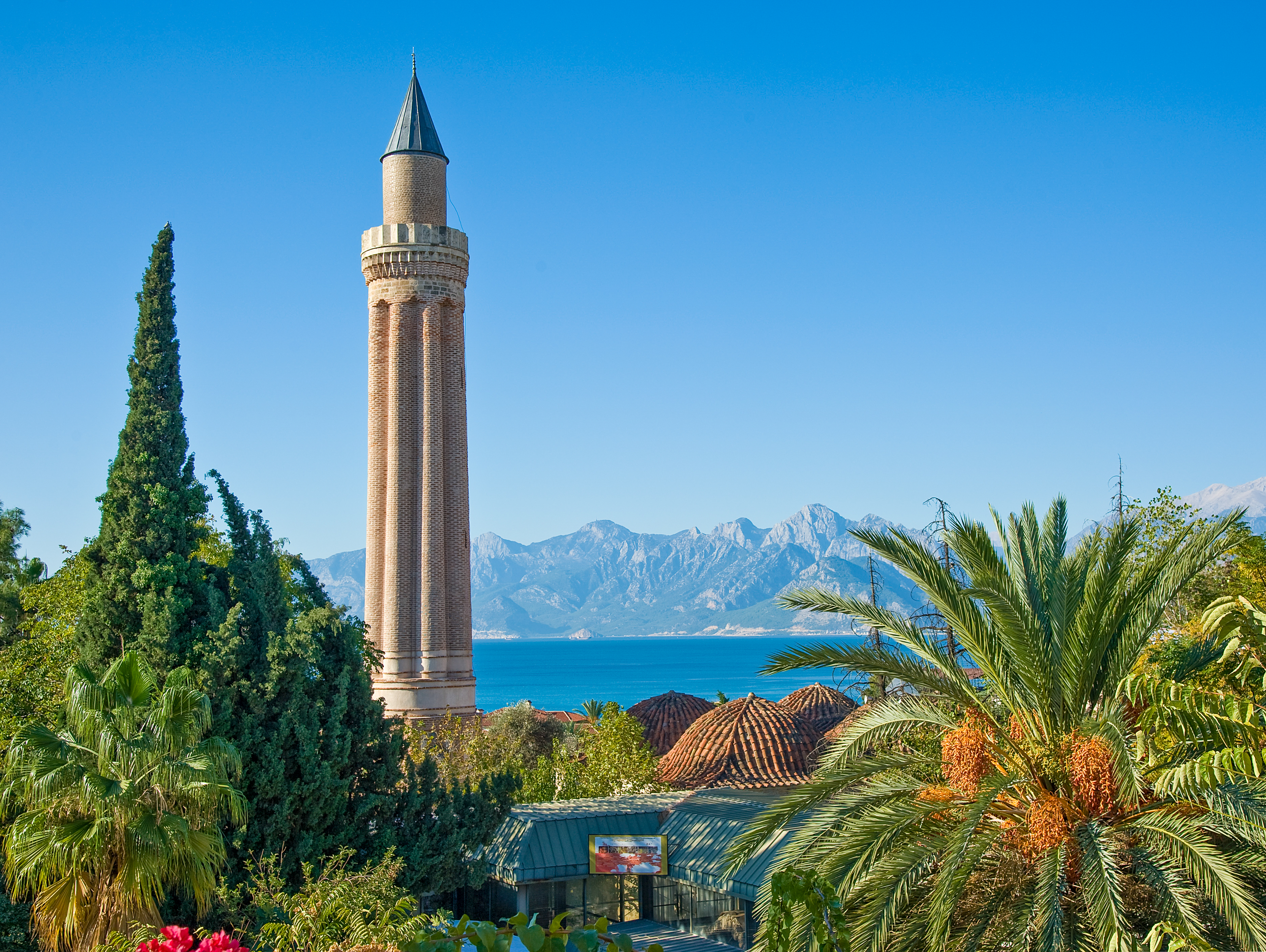
Minaret Yivli
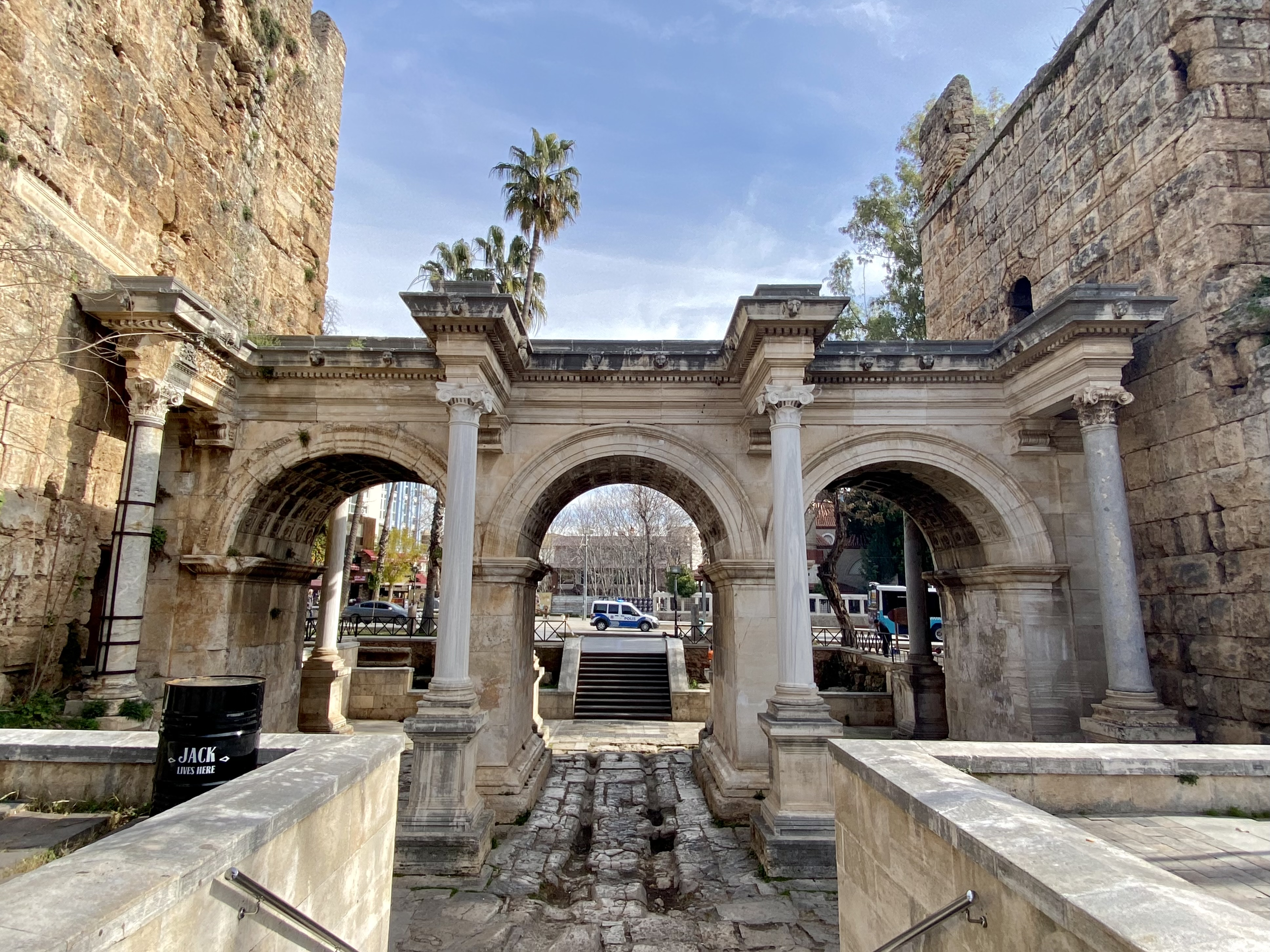
Brama cesarza Hadriana

## Transport
Za miastem znajduje się port lotniczy Antalya, obsługujący loty do ważniejszych miast w Europie Zachodniej, z tanich linii lotniczych latał tu do 27 października 2017 r. Air Berlin (połączenia m.in. z Berlina i Wiednia), nadal latają tu też linie czarterowe, m.in. SunExpress. Lotnisko obsługuje też loty krajowe, głównie do Stambułu, aczkolwiek są też bezpośrednie połączenia z Ankarą, Izmirem i kilkoma innymi miastami. Główne linie lotnicze obsługujące loty krajowe to Turkish Airlines i Onur Air. Według Urzędu Lotnictwa Cywilnego liczba pasażerów obsłużonych na polskich lotniskach podróżujących do Antalyi rejsami czarterowymi w 2022 wyniosła 1,3 mln osób.
Miasto ma też dobre połączenia autobusowe, liczne firmy obsługują trasy do większości miast w Turcji. Małe busy (zwane dolmuş) jeżdżą na krótszych trasach do Kaş, Alanyi i drobnych miejscowości wypoczynkowych w regionie.
Antalya nie ma połączenia kolejowego.

## Sport
W mieście rozgrywane są, cyklicznie co tydzień, kobiece turnieje tenisowe rangi ITF, pod nazwą GD Tennis Cup, z pulą nagród 15 000 $.

## Muzea
Muzeum Archeologiczne (tr. Antalya Müzesi) jest jednym z największych tureckich muzeów. Położone jest na zachodzie Antalyi, posiada ogromny zbiór antycznych eksponatów. W 1988 roku Rada Europy przyznała placówce tytuł Muzeum Roku. Zajmuje powierzchnię 7 000 m² i wystawionych jest 5000 dzieł sztuki.
W Muzeum Zabawek (tr. Oyuncak Müzesi) można zobaczyć kolekcje zabawek z całego świata, zarówno zabytkowych jak i tych współczesnych. Miejsce zostało otwarte w 2011 roku w dniu, który w Turcji obchodzi się jako Dzień Dziecka (23 kwietnia). Muzeum Zabawek w Antalyi jest drugą tego rodzaju placówką na terenie Turcji. Położone jest przy ulicy Iskele Caddesi nr 82.
Muzeum Pieców (tr. Soba Müzesi). jedyne w swoim rodzaju na terenie Turcji, posiada w swojej kolekcji wiele okazów pieców, w tym modele sprowadzone z Włoch i Francji, zdobione ceramicznymi kaflami. Placówka mieści się przy ulicy Şht. Binbaşı Cengiz Toytunç.
W Antalyi w 2013 roku otwarto Muzeum Kina (tr. Behlül Dal Sinema Müzesi). Położone jest niedaleko parku Karaalioğlu i Domu Atatürka, przy ulicy 1305 Sokak.

## Miasta partnerskie
- Bat Jam, Izrael
- Czeboksary, Rosja
- Famagusta, Cypr Północny
- Kazań, Rosja
- Norymberga, Niemcy
- Muskegon, Stany Zjednoczone
- Rostów nad Donem, Rosja
- Tałdykorgan